# Lucky Luke (série télévisée, 2025)
Pour les articles homonymes, voir Lucky Luke.
Production
Diffusion
Lucky Luke est une série télévisée française réalisée par Benjamin Rocher d'après un scénario de Mathieu Leblanc et Thomas Mansuy.
Cette fiction, adaptée des bandes dessinées signées Morris et René Goscinny, est une coproduction de Federation Studio France, Un Pour Tous Productions, France Télévisions et Homerun.

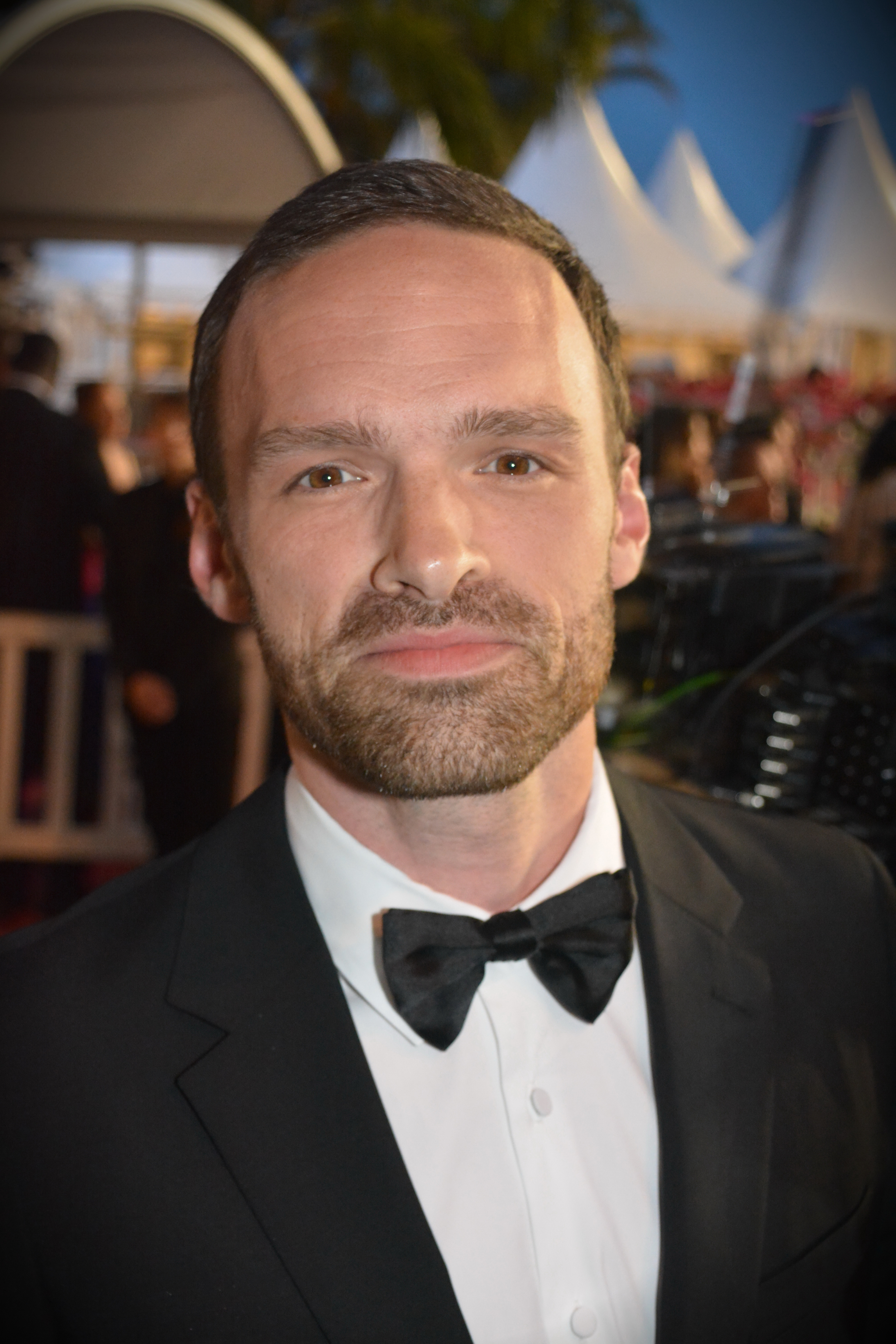
Alban Lenoir.

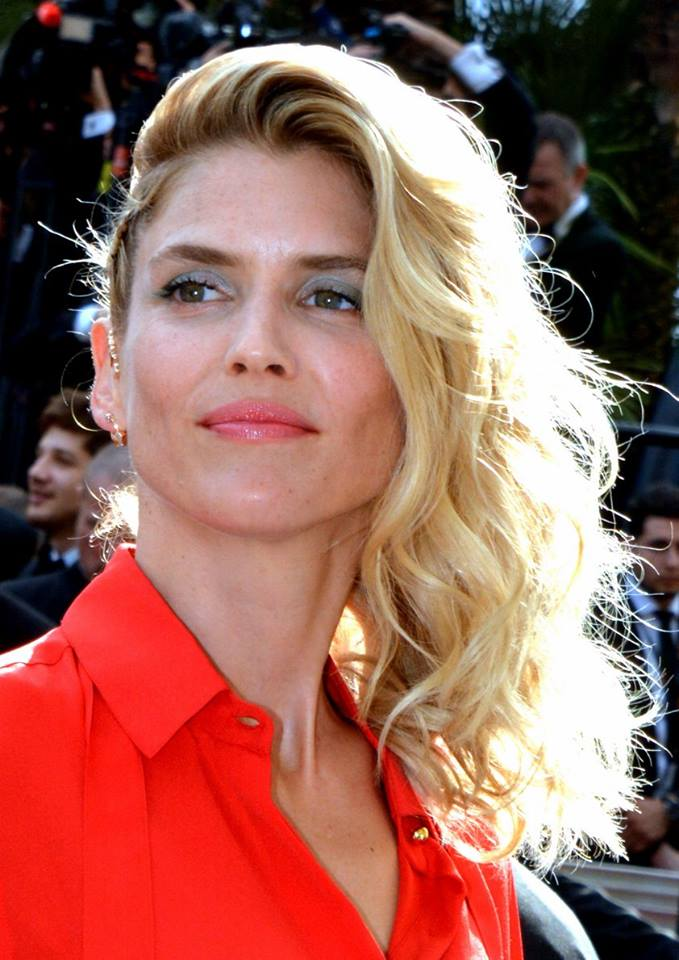
Alice Taglioni.

## Distribution
- Alban Lenoir : Lucky Luke
- Billie Blain : Louise
- Alice Taglioni : Charlie
- Camille Chamoux : Calamity Jane
- Jérôme Niel : Joe Dalton
- Victor le Blond : Billy Le Kid

## Production

### Genèse et développement
Cette fiction, adaptée des bandes dessinées signées Morris et René Goscinny, est une coproduction de Federation Studio France, Un Pour Tous Productions, France Télévisions et Homerun,,,.
La série est créée par Mathieu Leblanc et Thomas Mansuy, et réalisée par Benjamin Rocher,,,,. Justine Kim Gautier et Julie-Anna Grignon participent également à l’écriture.
Elle est produite par Alban Lenoir avec sa société Homerun, Géraldine Gendre et Lionel Uzan pour Federation Studio France et Julien Vallespi et Rémi Préchac pour Un Pour Tous Productions,.

### Tournage
Le tournage de la série a lieu à partir du 2 octobre 2024 en Espagne,,,.

### Fiche technique
Sauf indication contraire, les informations mentionnées dans cette section peuvent être confirmées par les bases de données cinématographiques  présentes dans la section « Liens externes ».
- Titre français : Lucky Luke
- Genre : Aventure
Comédie
- Production : Géraldine Gendre, Rémi Préchac, Lionel Uzan, Julien Vallespi et Alban Lenoir[1],[2]
- Sociétés de production : Federation Studio France et Un Pour Tous Productions, France Télévisions et Homerun[1],[2]
- Sociétés de diffusion : Disney+, France Télévisions[1],[2],[3]
- Réalisation : Benjamin Rocher[1],[2],[3],[5],[6]
- Scénario : Mathieu Leblanc, Thomas Mansuy, Justine Kim Gautier et Julie-Anna Grignon[1],[2],[3],[5],[6]
- Pays de production :  France
- Langue originale : français
- Format : couleur
- Nombre de saisons : 1
- Nombre d'épisodes : 8
- Durée :
- Dates de première diffusion :